# George August Alexander Alting von Geusau

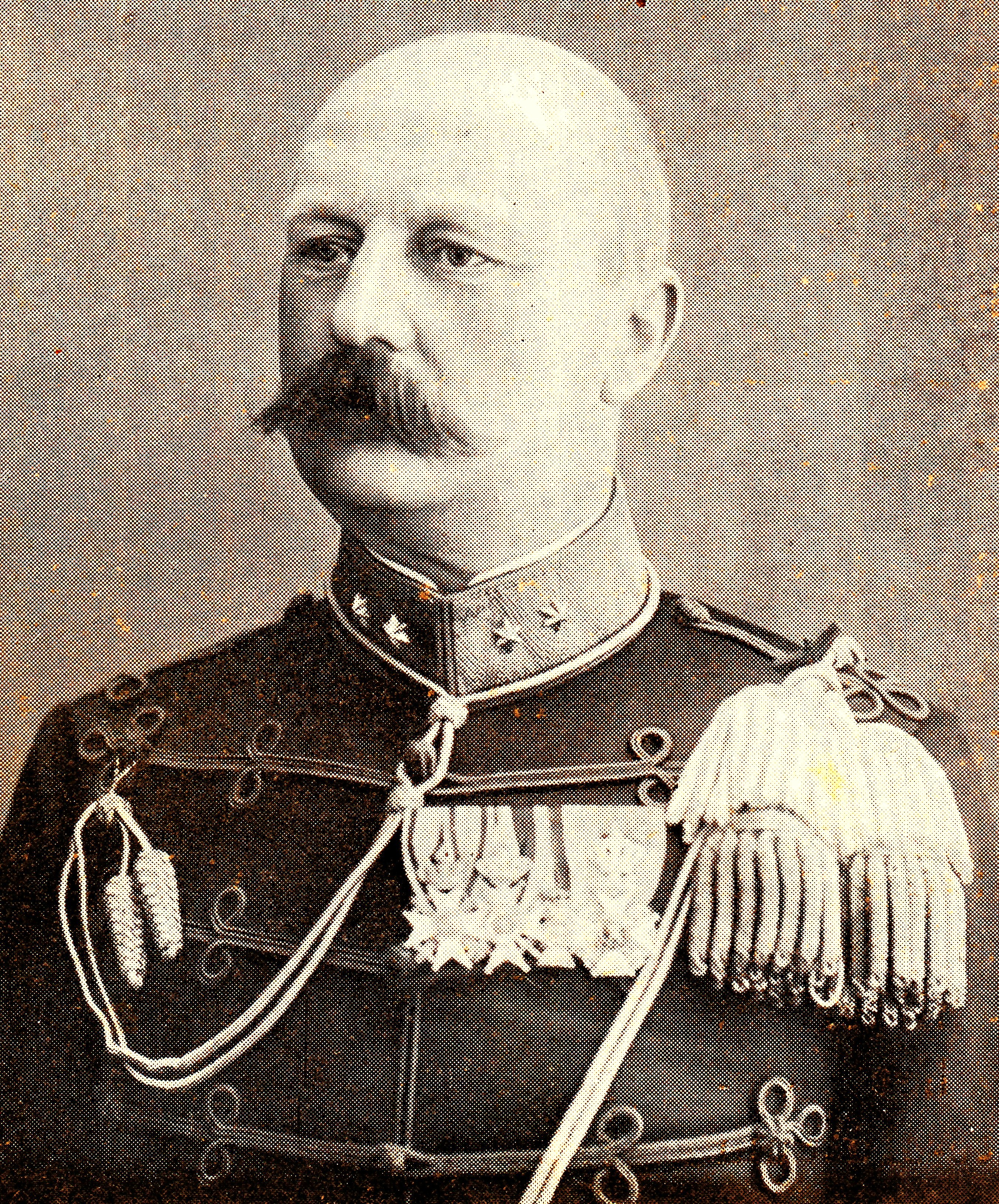
George August Alexander Alting von Geusau

Jonkheer George August Alexander Alting von Geusau (* 24. April 1864 in Arnhem; † 9. Oktober 1937 in Den Haag) war ein niederländischer Offizier und Politiker des Allgemeinen Bundes der römisch-katholischen Wahlvereinigungen ABRK (Algemeene Bond van RK-kiesverenigingen), der nach Positionen im Generalstab 1913 Generaldirektor der Post- und Telegrafenverwaltung (Administratie der Posterijen en Telegrafie) und 1918 Kriegsminister im Kabinett Ruijs de Beerenbrouck I wurde. Im Herbst 1918 kam es zu militärischen Unruhen und Forderungen nach Kürzungen der Militärausgaben. Als diese Umstrukturierung abgelehnt wurde, führte dies zwar zur Entlassung von Oberbefehlshaber Cornelis Jacobus Snijders und zu einer Kürzung der Verteidigungsausgaben, aber vielen zufolge ging sie in diesem Punkt nicht weit genug. 1919 wurde sein Budget durch eine Änderung so weit gekürzt, dass er sich trotz der Annahme am 5. Januar 1920 zum Rücktritt entschloss. Er war anschließend zwischen 1920 und 1935 Mitglied des Rechnungshofes (Algemene Rekenkamer).

## Leben
George August Alexander Alting von Geusau, der aus dem thüringischen Adelsgeschlecht Geusau stammte, war ein Sohn von Oberstleutnant Willem Arnold Alting von Geusau und ein älterer Bruder des späteren Generalmajors Jules Theodore Alting von Geusau (1881–1940). Der Name Alting geht auf den Vorfahren Willem Arnold Alting, den Generalgouverneur von Niederländisch-Indien, zurück. Dessen Tochter Wilhelmina Hendrina Alting heiratete am 31. Mai 1780 Lamoraal van Geusau (Lamoral von Geusau). Aus der Ehe ging ein Sohn hervor. Am 8. Juli 1816 wurde er unter Nummer 57, aus sächsischem Adel, in den niederländischen Adel einverleibt: W(illem ) A(rnaud ) Alting Lamoraal van Geusau. Dieser Willem Arnold Alting Lamoraal von Geusau (Willem Arnold Alting Lamoraal van Geusau, Jonkheer Willem Arnold Alting Lamoraal von Geusau, * 2. November 1783 in Bantam, † 17. Februar 1855 in Stonsburg, Vught, Niederlande) war Oberst eines freiwilligen Jägerkorps und Bürgermeister von St. Michielgestel. Durch königlich niederländischen Beschluss vom 8. Mai 1842 wurde als Reminiszenz an seinen Vorfahren (Generalgouverneur Willem Arnold Alting), dem Jonkheer Willem Arnold (Christiaan) von Geusau zuerkannt, den Namen Alting von Geusau anzunehmen.
George August Alexander Alting von Geusau absolvierte eine Offiziersausbildung und war danach Offizier sowie Stabsoffizier in der Infanterie des Heeres (Koninklijke Landmacht). Er wurde am 1. Mai 1909 zum Major (Majoor der infanterie) befördert und wurde 1911 Vorsitzender der Kommission für die Besoldung von Unteroffizieren sowie zwischen 1912 und 1913 Mitglied des Ausschusses für die Verpflegung des Feldheeres, der Landwehr und der Stellungen. Am 1. Mai 1913 schied er mit dem Charakter eines Oberstleutnants (Luitenant-kolonel der infanterie) aus dem aktiven Militärdienst. Daraufhin wurde er am 1. Mai 1913 Generaldirektor der Post- und Telegrafenverwaltung (Administratie der Posterijen en Telegrafie) und bekleidete diese Funktion bis zum 9. September 1918.
Am 9. September 1918 wurde Alting von Geusau kurz vor Ende des Ersten Weltkrieges als Kriegsminister (Minister van Oorlog) in das Kabinett Ruijs de Beerenbrouck I. Zugleich war er vom 9. September 1918 bis zur Ernennung von Vizeadmiral Willem Naudin ten Cate am 16. September 1918 auch kommissarischer Marineminister (Minister van Marine ad interim). Im November 1918 wurde Oberbefehlshaber Cornelis Jacobus Snijders entlassen, der die Umstrukturierung der Armee ablehnte, die nach den Unruhen in der Armee, unter anderem im Armeelager Harskamp, für notwendig erachtet wurde. Die Entlassung wurde durch Königlichen Beschluss am 9. November 1918 ehrenvoll gewährt. 1919 führte er eine Änderung des Landsturmgesetzes (Landstormwet) durch, die dem Freiwilligen Landsturm (Vrijwillige Landstorm) eine Rechtsgrundlage verschaffte. Am 22. Dezember 1919 gab er seinen Rücktritt bekannt, obwohl der Kriegshaushalt 1920 verabschiedet worden war. Während der Debatte verabschiedete die Zweite Kammer der Generalstaaten (Tweede Kamer der Staten-Generaal) zahlreiche von Henri Marchant eingereichte Änderungsanträge, um verschiedene Haushaltsposten zu kürzen. Daraufhin übernahm Ministerpräsident Charles Ruijs de Beerenbrouck den Posten als Kriegsminister kommissarisch.
Nach seinem Ausscheiden aus der Regierung wurde Alting von Geusau durch Königlichen Beschluss vom 18. Juni 1920 zum Mitglied des Rechnungshofs (Algemene Rekenkamer), dem er vom 1. Juli 1920 bis zum 1. Januar 1935 angehörte. Seine Ehefrau war eine Enkelin von J. M. Swart, der 1848 außerordentlicher Abgeordneter war.